# Who You Are
Who You Are (с англ. — «Кто ты») — дебютный студийный альбом британской певицы Джесси Джей. Над альбомом работали Dr. Luke, Cirkut, Давид Гетта, Тоби Гад, Martin K, Oak, Parker and James, The Invisible Men. Релиз альбома состоялся 28 февраля 2011 года в Великобритании и 12 апреля в США. Из-за большого ажиотажа и высокого спроса релиз альбома в Великобритании был перенесен с 28 марта.
Who You Are получил смешанные отзывы от музыкальных критиков, дебютировав на второй строчке официального чарта Великобритании, разойдясь тиражом 105 000 копий в первую неделю. Альбом дебютировал в Американском чарте Billboard 200 на 11 строчке, с 34 000 проданными копиями за первую неделю. Два сингла были выпущены перед релизом альбома: дебютный британский сингл Джесси Джей в Великобритании «Do It Like a Dude» и «Price Tag», при участии американского хип-хоп исполнителя B.o.B, песня стала дебютным синглом Джесси в США. Третий сингл, «Nobody’s Perfect», стал третьим подряд хитом топ-10 в Великобритании. Четвёртый сингл «Who’s Laughing Now», был выпущен 21 августа 2011, и достиг только 16 строчки в UK Singles Chart. Песня «Who You Are», была выпущена в ноябре 2011, и стала пятым синглом для Великобритании из альбома.
Переиздание Who You Are (название было дополнено «Deluxe Edition» или «Platinum Edition») было выпущено 14 ноября 2011. В переиздание вошло три новые песни: второй номер один в Великобритании, сингл «Domino», «My Shadow» и «LaserLight», при участии Давида Гетта. Who You Are стал первым альбомом британской певицы в истории, с которого шесть или более синглов попали в топ-10 официального чарта Великобритании.

## Коммерческий успех
6 марта 2011 года Who You Are дебютировал на 2 месте в UK Albums Chart, уступив второму альбому Адель 21, разойдясь тиражом в 105 000 копий за первую неделю. В сентябре 2011 года пластинка получила дважды платиновый статус в Великобритании, так как было продано свыше 600 000 копий. В августе 2013, альбом получил уже четвертую платину, разойдясь тиражом свыше 1 200 000 копий в Великобритании.
В Billboard 200 альбом стартовал с 11 места, разойдясь за дебютную неделю в количестве 34 000 экземпляров. В Австралии, он смог достичь четвёртого места, и получил золотой сертификат. В Дании диск дебютировал на 30 месте, а на пятой неделе нахождения в чарте смог достичь пятого места. В ноябре 2011 года было объявлено о том, что Who You Are стал самым продаваемым дебютным альбомом 2011 года в Великобритании.
По состоянию на апрель 2012, продажи альбома достигли 2 500 000 копий, по всему Миру.

## Список композиций
| №                   | Название                        | Автор(ы)                                                                                    | Продюсер(ы)                         | Длительность |
| ------------------- | ------------------------------- | ------------------------------------------------------------------------------------------- | ----------------------------------- | ------------ |
| 1.                  | «Price Tag» (при участии B.o.B) | Джессика Корниш, Лукаш Готвальд, Клод Келли, Бобби Рэй Симмонс-младший                      | Dr. Luke                            | 3:43         |
| 2.                  | «Nobody's Perfect»              | Корниш, Келли                                                                               | Андре Бриссетт                      | 4:19         |
| 3.                  | «Abracadabra»                   | Корниш, Готвальд, Келли                                                                     | Dr. Luke                            | 3:50         |
| 4.                  | «Big White Room» (live)         | Корниш                                                                                      | Корниш                              | 5:30         |
| 5.                  | «Casualty of Love»              | Корниш, Фарра Флёримонд, Мартин Кливиленд, Натали Уолкер                                    | Martin K                            | 3:54         |
| 6.                  | «Rainbow»                       | Корниш, Уоррен Фелдер, Эдвин Серрано, Каса Ливингстон                                       | Oak                                 | 3:05         |
| 7.                  | «Who's Laughing Now»            | Корниш, Талай Райли, Кайл Абрахамс, Джордж Астасио, Джон Шэви, Паркер Айил, Джейсон Пебворт | Parker and James, The Invisible Men | 3:54         |
| 8.                  | «Do It Like a Dude»             | Корниш, Астасио, Пебворт, Шэви, Абрахамс, Айил                                              | Parker and James, The Invisible Men | 3:15         |
| 9.                  | «Mamma Knows Best»              | Корниш, Эштон Томас                                                                         | Томас                               | 3:15         |
| 10.                 | «L.O.V.E.»                      | Корниш, Тоби Гад                                                                            | Гад                                 | 3:52         |
| 11.                 | «Stand Up»                      | Корниш, Карл Гордон, Крис Арнолд, Дэвид Мартин, Джефф Марроу                                | K-Gee                               | 3:27         |
| 12.                 | «I Need This»                   | Корниш, Роберт Аллен, Фелдер, Крис Браун                                                    | Oak                                 | 4:20         |
| 13.                 | «Who You Are»                   | Корниш, Гад, Шелли Пейкин                                                                   | Gad                                 | 3:50         |
| Общая длительность: | Общая длительность:             | Общая длительность:                                                                         | Общая длительность:                 | 50:14        |

| №                   | Название                              | Автор(ы)                                      | Продюсер(ы)         | Длительность |
| ------------------- | ------------------------------------- | --------------------------------------------- | ------------------- | ------------ |
| 14.                 | «Domino»                              | Корниш, Готвальд, Келли, Мартин, Генри Уолтер | Dr. Luke, Cirkut    | 3:51         |
| 15.                 | «Who You Are» (live acoustic version) |                                               |                     | 5:19         |
| Общая длительность: | Общая длительность:                   | Общая длительность:                           | Общая длительность: | 59:24        |

| №                   | Название                               | Длительность |
| ------------------- | -------------------------------------- | ------------ |
| 14.                 | «Price Tag» (acoustic version)         | 3:18         |
| 15.                 | «Do It Like a Dude» (acoustic version) | 4:18         |
| Общая длительность: | Общая длительность:                    | 57:50        |

| №                   | Название                                | Автор(ы)                                                                           | Продюсер(ы)                  | Длительность |
| ------------------- | --------------------------------------- | ---------------------------------------------------------------------------------- | ---------------------------- | ------------ |
| 14.                 | «Domino»                                | Корниш, Готвальд, Келли, Макс Мартин, Генри Уолтер                                 | Dr. Luke, Cirkut             | 3:51         |
| 15.                 | «My Shadow»                             | Корниш, Астасио, Пебворт, Шэви, Карл Хейли, Грег Хейли, Рафаэль Хейли, Чарли Плэтт | The Invisible Men, The Fives | 3:29         |
| 16.                 | «LaserLight» (при участии Давида Гетты) | Корниш, Абрахамс, Астасио, Шэви, Давид Гетта, Джорджо Таинфорт, Фредерик Ристерер  | Гетта, Таинфорт, Ристерер    | 3:31         |
| Общая длительность: | Общая длительность:                     | Общая длительность:                                                                | Общая длительность:          | 61:05        |

| №   | Название                         | Длительность |
| --- | -------------------------------- | ------------ |
| 17. | «Who You Are» (acoustic version) |              |

| №                   | Название                                      | Длительность |
| ------------------- | --------------------------------------------- | ------------ |
| 17.                 | «Domino» (Myon and Shane 54 Radio Edit Remix) | 3:55         |
| 18.                 | «Price Tag» (acoustic version)                | 3:18         |
| Общая длительность: | Общая длительность:                           | 68:18        |

| №   | Название                               | Длительность |
| --- | -------------------------------------- | ------------ |
| 17. | «Who You Are» (live acoustic version)  | 5:19         |
| 18. | «Do It Like a Dude» (acoustic version) | 4:18         |
| 19. | «Price Tag» (acoustic version)         | 3:18         |
| 20. | «Do It Like a Dude» (видеоклип)        | 3:28         |
| 21. | «Price Tag» (видеоклип)                | 4:14         |
| 22. | «Nobody's Perfect» (видеоклип)         | 4:14         |
| 23. | «Who's Laughing Now» (видеоклип)       | 4:07         |
| 24. | «Who You Are» (видеоклип)              | 3:58         |

## Чарты и сертификации
| Чарт (2011—12)     | Высшая позиция |
| ------------------ | -------------- |
| Австралия          | 4              |
| Австрия            | 22             |
| Бельгия (Фландрия) | 38             |
| Бельгия (Валлония) | 26             |
| Великобритания     | 2              |
| Германия           | 18             |
| Дания              | 5              |
| Ирландия           | 4              |
| Италия             | 74             |
| Канада             | 6              |
| Нидерланды         | 46             |
| Новая Зеландия     | 4              |
| США                | 11             |
| Франция            | 15             |
| Швейцария          | 29             |

| Страна         | Сертификации  | Продажи    |
| -------------- | ------------- | ---------- |
| Австралия      | Платиновый    | 70,000+    |
| Великобритания | 4× Платиновый | 1,200,000+ |
| Ирландия       | 2× Платиновый | 30,000+    |
| Новая Зеландия | Платиновый    | 15,000+    |
| США            | Платиновый    | 1,000,000+ |

## История релиза
| Регион         | Дата                | Лейбл                            | Издание                   |
| -------------- | ------------------- | -------------------------------- | ------------------------- |
| Ирландия       | 25 февраля 2011     | Universal Music                  | Обычное издание           |
| Нидерланды     | 25 февраля 2011     | Universal Music                  | Обычное издание           |
| Швейцария      | 25 февраля 2011     | Universal Music                  | Обычное издание           |
| Великобритания | 28 февраля 2011     | Island Records                   | Обычное издание           |
| Франция        | 28 февраля 2011     | Universal Music                  | Обычное издание           |
| Бельгия        | 28 февраля 2011     | Universal Music                  | Обычное издание           |
| Люксембург     | 28 февраля 2011     | Universal Music                  | Обычное издание           |
| Дания          | 2 марта 2011 года   | Universal Music                  | Обычное издание           |
| Австралия      | 4 марта 2011 года   | Universal Music                  | Обычное издание           |
| Новая Зеландия | 7 марта 2011 года   | Universal Music                  | Обычное издание           |
| Бразилия       | 18 марта 2011 года  | Universal Music                  | Обычное издание           |
| Польша         | 18 марта 2011 года  | Universal Music                  | Обычное издание           |
| Мексика        | 5 апреля 2011 года  | Universal Music                  | Обычное издание           |
| США            | 12 апреля 2011 года | Lava Records, Universal Republic | Обычное издание           |
| Канада         | 12 апреля 2011 года | Universal Music                  | Обычное издание           |
| Германия       | 20 мая 2011 года    | Universal Music                  | Обычное издание           |
| Япония         | 8 июня 2011 года    | Universal Music                  | Обычное издание           |
| США            | 9 ноября 2011 года  | Lava Records, Universal Republic | Платиновое/Делюкс издание |
| Великобритания | 14 ноября 2011 года | Island Records                   | Платиновое/Делюкс издание |
| Германия       | 25 ноября 2011 года | Universal Music                  | Платиновое/Делюкс издание |
| Польша         | 2 декабря 2011 года | Universal Music                  | Платиновое/Делюкс издание |